# Sent Privat de Champclaus
Sent Privat de Champclaus (en francès Saint-Privat-de-Champclos) és un municipi francès situat al departament del Gard i a la regió d'Occitània.